# Karl August Köster
Karl August Köster (* 11. Dezember 1776 in Heidelberg; † 20. März 1848 in Friedelsheim) war ein pfälzischer Notar und liberaler bayerischer Landtagsabgeordneter 1819–1822 und 1837.

## Leben
Kösters Eltern waren der wohlhabende Friedelsheimer Weingutsbesitzer und Gerichtsrat Philipp Christian Wilhelm Koester (1744–1806) und Maria Charlotte geb. Wernborner (1750–1834). Nach Jurastudium und Promotion an den Universitäten Heidelberg und Marburg übernahm Köster das Notariat in Dürkheim und das väterliche Weingut im benachbarten Friedelsheim. Der Weinlage „Dürkheimer Feuerberg“ hat er ihren Namen gegeben.
Köster gehörte dem bayerischen Landtag von Anbeginn an. Im Jahr 1819 wurde er als Landstand in die Zweite Kammer der Bayerischen Ständeversammlung gewählt. Bis 1833 zählte er zur liberalen und entschiedenen Opposition. Im Februar 1819 wurde er Mitglied und Sekretär des Ausschusses für die Staatsschuldentilgung. Im zweiten Landtag, der 1822 einberufen wird übernimmt er im Ausschuss für die Steuern ebenfalls die Aufgabe des Sekretärs. In der vierten Wahlperiode erneut gewählt, gehört Köster dem siebten Landtag von 1837 an. Am 11. März 1837 wurde er wegen Krankheit aus der Kammer entlassen.
Fürst Wrede urteilte 1836 über Köster, er sei ihm von früheren Landtagen als Mitglied der entschiedenen Opposition bekannt. Im Jahr 1833 habe sich die Gelegenheit gegeben „ihn bei einer besonderen Gelegenheit öffentlich zu zähmen“, seitdem sei Köster „wie umgewandelt und voll Demut und Untertänigkeit“. – Eine Rolle kann dabei gespielt haben, dass Kösters Sohn Ludwig den Eintrag Nummer 910 in das berüchtigte Schwarze Buch des Fürsten Metternich erhielt.
Karl August Köster starb am 20. März 1848 in Friedelsheim.

## Familie
Sein Sohn Wilhelm Köster (* 1805) war ebenfalls Notar. Als Bürgermeister von Annweiler kandidierte er 1848 im Wahlkreis Landau als zweiter Ersatzkandidat für die Frankfurter Nationalversammlung.
Der Maler Christian Philipp Koester (1784–1851), ein Künstler der Heidelberger Romantik, war sein jüngerer Bruder. Die gemeinsame Schwester Charlotte Köster hatte den Maler Jakob Schlesinger geheiratet. 

## Schriften
- Tagebuch aus den Jahren 1794–1796. In: Leininger Geschichtsblätter. Sonderabdruck Thieme, Kirchheimbolanden 1910.